# Beda Docampo Feijóo
 Beda Docampo Feijóo  (Vigo, Pontevedra, Galicia, España, n. 1948) es un guionista y director de cine y escritor que desarrolló su actividad en Argentina

## Carrera profesional
Cuando tenía pocos meses de edad su familia se radicó en Argentina, donde en 1978 se graduó en el Centro Experimental y de Realización del Instituto Nacional de Cinematografía. Debutó en el cortometraje con el documental En el nombre de la Santísima Trinidad  (1980) junto a Juan Bautista Stagnaro y dirigió numerosos cortos publicitarios.
También con Stagnaro se inició en el largometraje coguionando la película Camila (1983) dirigida por María Luisa Bemberg, colaboración que continuó después en el argumento de Miss Mary (1986) y en el guion y dirección de Debajo del mundo (1986).
Más adelante, ya solo, dirigió otras películas mostrando su sensibilidad para reflejar la problemática del mundo actual.

## Filmografía
Participó en los siguientes filmes:
Director
- La maldición del guapo (2020)
- Francisco. El Padre Jorge (2015)
- Amores locos  (2009) (España)
- Quiéreme  (2007)
- Ojos que no ven  (2000)
- Buenos Aires me mata  (1998)
- El mundo contra mí  (1996)
- El marido perfecto  (1992)
- Los amores de Kafka  (1988)
- Debajo del mundo  (1987)
- En el nombre de la Santísima Trinidad (cortometraje documental) (1980)

Guionista
- Francisco. El Padre Jorge  (2015)
- Quiéreme  (2007)
- Besos de gato  (2003) (España)
- Muertos de amor  (2002)
- Corazón de fuego o El último tren  (2002)
- Entre los dioses del desprecio  (Abandonada) (2001)
- Ojos que no ven  (1999)
- Buenos Aires me mata  (1998)
- El mundo contra mí  (1996)
- Flores amarillas en la ventana  (1996)
- Peperina  (1995)
- El marido perfecto  (1992)
- Los amores de Kafka  (1988)
- Debajo del mundo  (1987)
- Camila  (1984)

Argumentista
- Quiéreme  (2007)
- El camino del sur  (1988)
- Los amores de Kafka  (1988)
- Miss Mary  (1986)

Asesoría en la estructura del guion
- La amiga  (1989)

## Televisión
- Días de cine (2015) como él mismo.
- Tarde en la noche telefilme (2002)
- Cuentos de película (serie) (2001)
- Las penas del infierno' (telefilme) (2001)
- Locos de contento  telefilme (1993)
- ¿Dónde queda el paraíso?  telefilme (1993)

Productor de televisión
- El don de Alba (serie) (productor ejecutivo - 13 episodios) (2012-2013)

## Premios
Asociación de Cronistas Cinematográficos de la Argentina Premio Cóndor de Plata 1994
- Ganador del Premio al Mejor Guion Adaptado por El marido perfecto (1993) compartido con Juan Bautista Stagnaro
- Nominado al Premio al Mejor Director por El marido perfecto (1993)

## Literatura
- El gran momento (2024) Editado por Extravertida editorial.